# Miquelia reticulata
Miquelia reticulata är en tvåhjärtbladig växtart som beskrevs av Elmer Drew Merrill. Miquelia reticulata ingår i släktet Miquelia och familjen Icacinaceae. Inga underarter finns listade i Catalogue of Life.